# NHL Entry Draft 1986
NHL Entry Draft 1986 był 24. draftem NHL w historii. Odbył się w dniu 21 czerwca w Forum de Montréal w Montrealu.

## Draft 1986

### Runda 1
| # | Zawodnik               | Narodowość        | Drużyna NHL         | Klub macierzysty                   |
| - | ---------------------- | ----------------- | ------------------- | ---------------------------------- |
| 1 | Joe Murphy (PS)        | Kanada            | Detroit Red Wings   | Michigan State University (CCHA)   |
| 2 | Jimmy Carson (C)       | Stany Zjednoczone | Los Angeles Kings   | Verdun Junior Canadiens (QMJHL)    |
| 3 | Neil Brady (C)         | Kanada            | New Jersey Devils   | Medicine Hat Tigers (WHL)          |
| 4 | Zarley Zalapski (O)    | Kanada            | Pittsburgh Penguins | Canadian National Development Team |
| 5 | Shawn Anderson (O)     | Kanada            | Buffalo Sabres      | Canadian National Development Team |
| 6 | Vincent Damphousse (C) | Kanada            | Toronto Maple Leafs | Laval Titan (QMJHL)                |
| 9 | Brian Leetch (O)       | Stany Zjednoczone | New York Rangers    | Avon Old Farms (USHS–CT)           |

### Runda 2
| #  | Zawodnik           | Narodowość | Drużyna NHL   | Klub macierzysty |
| -- | ------------------ | ---------- | ------------- | ---------------- |
| 29 | Teppo Numminen (O) | Finlandia  | Winnipeg Jets | Tappara          |

### Runda 3
| #  | Zawodnik         | Narodowość | Drużyna NHL        | Klub macierzysty |
| -- | ---------------- | ---------- | ------------------ | ---------------- |
| 45 | Janne Ojanen (C) | Finlandia  | New Jersey Devils  | Tappara          |
| 57 | Jyrki Lumme (O)  | Finlandia  | Montreal Canadiens | Ilves            |

### Runda 5
| #   | Zawodnik             | Narodowość | Drużyna NHL                                | Klub macierzysty       |
| --- | -------------------- | ---------- | ------------------------------------------ | ---------------------- |
| 88  | Johan Garpenlöv (LS) | Szwecja    | Detroit Red Wings                          | Nacka HK               |
| 104 | Todd McLellan (C)    | Kanada     | New York Islanders (z Philadelphia Flyers) | Saskatoon Blades (WHL) |

### Runda 12
| #   | Zawodnik             | Narodowość | Drużyna NHL       | Klub macierzysty |
| --- | -------------------- | ---------- | ----------------- | ---------------- |
| 232 | Peter Ekroth (O)     | Szwecja    | Detroit Red Wings | Södertälje SK    |
| 238 | Władimir Krutow (LS) | ZSRR       | Vancouver Canucks | CSKA Moskwa      |

Legenda: B – bramkarz, O – obrońca, C – center, LS – lewoskrzydłowy, PS – prawoskrzydłowy.